# Defensa de la oficina de correos polaca de Dánzig
La defensa de la oficina de correos polaca en Dánzig (Gdansk) fue uno de los primeros actos de la II Guerra Mundial en Europa, como parte de la invasión de Polonia.
El 1 de septiembre de 1939, personal polaco defendió el edificio unas 15 horas contra ataques por parte de las SS Heimwehr Danzig. La defensa fue llevada a cabo por unidades especiales de la policía local.

## Antecedentes
La oficina de correos polaca de Dánzig fue creada en 1920 tras el Tratado de Versalles, teniendo sus instalaciones consideración de territorio polaco.
Cuando las relaciones entre Polonia y Alemania se deterioraron en abril de 1938, el Alto Mando polaco envió un destacamento de ingenieros y al Podporucznik Konrad Guderski a la costa del mar Báltico. Junto a Alfons Flisykowski y otros funcionarios polacos, ayudó a mejorar la seguridad de la oficina de correos en Dánzig, preparándose para posibles hostilidades. Además de entrenar al personal, organizó las defensas en el edificio y en sus inmediaciones: retiraron los árboles cercanos y la entrada fue fortificada. A mediados de agosto, llegaron otros 10 funcionarios de correos desde las oficinas de Gdynia y Bydgoszcz (en su mayoría suboficiales reservistas].
En las instalaciones de la oficina de correos polaca trabajaban 56 personas: Guderski, 42 empleados locales, los 10 funcionarios de Gdynia y Bydgoszcz y el conserje del complejo, junto con su mujer y su hija de diez años, Erwina. Para su defensa contaban con tres ametralladoras ligeras Browning wz. 1928, 40 armas cortas y tres cajas de granadas de mano. El plan defensivo consistía en mantener a raya a las fuerzas alemanas durante seis horas, a la espera de que refuerzos del Ejército de Pomerania aseguraran la zona.
Por su parte, los alemanes planearon el ataque en julio de 1939, con un ataque coordinado desde dos frentes sobre el edificio principal. Un ataque de distracción a la fuerza principal centraría la atención de los defensores polacos, mientras que la fuerza principal asaltaría el edificio atravesando la pared de la Oficina Laboral cercana, atacando desde un flanco. La policía de Danzig también preparó su propia ofensiva sobre la oficina postal.

## La batalla
A las 4 de la mañana, los alemanes cortaron las líneas de teléfono y electricidad del edificio. Justo cuarenta y cinco minutos después, cuando el acorazado Schleswig-Holstein empezó a bombardear el cercano puesto militar del ejército polaco en Westerplatte, la policía de Dánzig comenzó el asalto sobre la oficina de correos al mando del Polizeioberst Willi Bethke. Las fuerzas policiales contaban con el apoyo de formaciones locales de las SA y las unidades de las SS Wachsturmbann "E" y de las SS Heimwehr Danzig, además de tres vehículos blindados ADGZ. Albert Forster, representante local del Partido Nazi, acudió en persona acompañado de la prensa para seguir el acontecimiento, ampliamente jaleado por la mayoría alemana de Dánzig.
El primer ataque frontal alemán fue contenido, aunque los alemanes consiguieron romper la entrada y brevemente entrar en el edificio (con un coste de dos muertos y siete heridos). El segundo ataque, en la oficina laboral, también fue contenido. El comandante de defensa polaco, Konrad Guderski, murió durante ese segundo ataque debido a la explosión de su propia granada que detuvo a los alemanes que habían roto la pared. Ante la tenaz resistencia polaca, Bethke sugirió volar el edificio con explosivos, pero Forster se negó en rotundo y solicitó refuerzos.

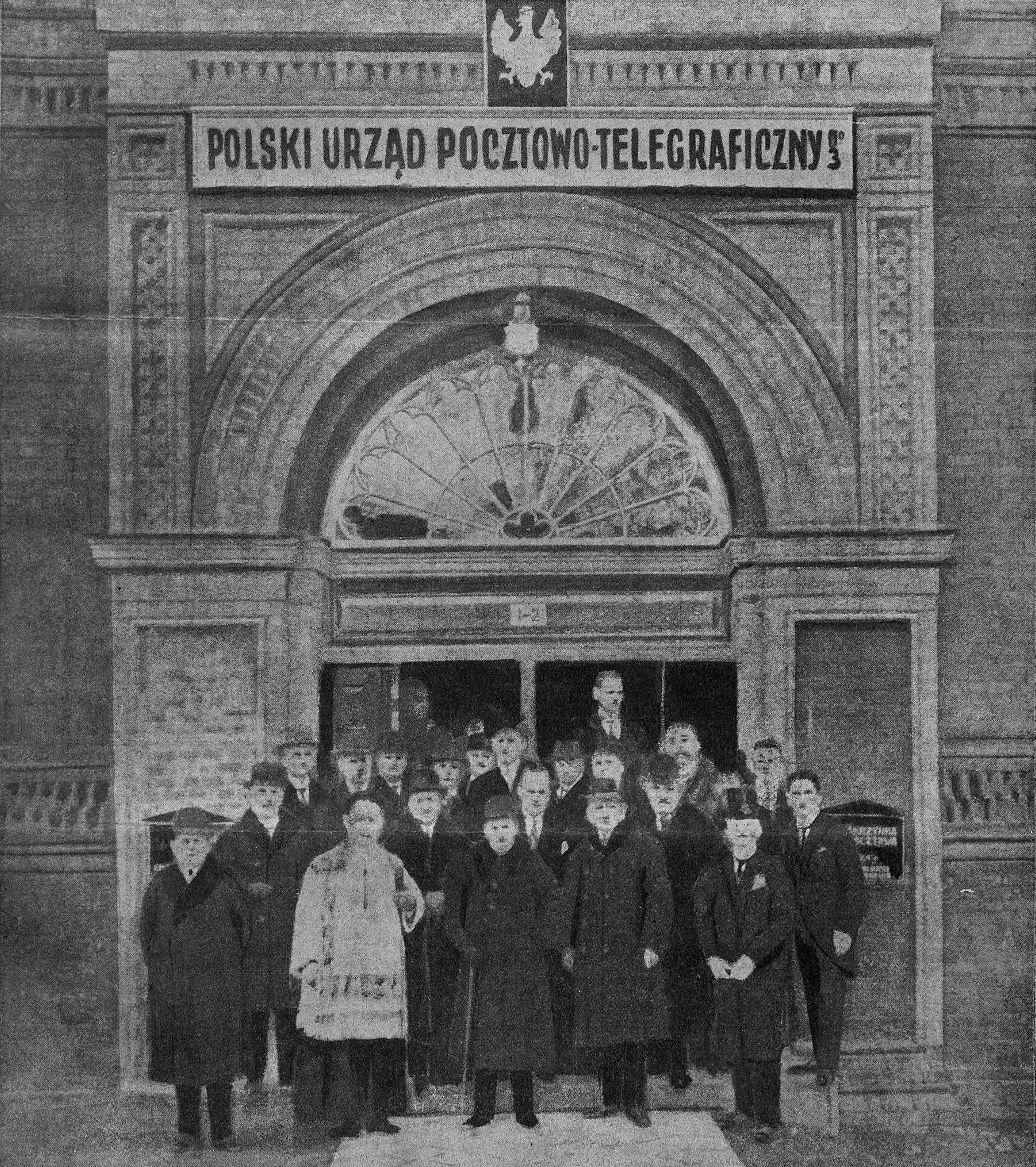
La Oficina de Correos polaca "Gdańsk 3" en 1925

A las 11:00, la Wehrmacht envió dos cañones de 75mm y un obús de 105mm para apoyar el asalto, pero fue de nuevo contenido por los polacos. A las 15:00, los alemanes declararon un alto el fuego provisional de dos horas, exigiendo la rendición polaca. Agotados pero animados por la incapacidad alemana de sobrepasar sus defensas, los polacos se negaron. Mientras se llevaban a cabo las negociaciones, zapadores alemanes cavaron túneles bajo los cimientos del edificio, colocando 600 kg de explosivos. A las 17:00, la bomba fue detonada, destruyendo parte de la pared del edificio. Con el flanco polaco expuesto, y bajo el apoyo de la artillería, los alemanes lanzaron una tercera oleada, esta vez capturando la mayor parte del edificio, excepto el sótano.
Frustrados por la resistencia polaca, Bethke solicitó al Departamento de bomberos de Dánzig un tanque de gasolina, que fue utilizado para inundar los sótanos del edificio de combustible y prenderle fuego con granadas y lanzallamas. Cuándo 5 de los defensores polacos comenzaron a quemarse vivos, los demás decidieron rendirse. Las dos primeras personas que abandonaron el edificio, eran su director, Dr. Jan Michoń, que llevaba una camisa blanca a manera de bandera de rendición y fue fusilado de inmediato por los alemanes, mientras quien le seguía, el comandante Józef Wąsik, fue quemado vivo con un lanzallamas. El resto de los polacos fueron autorizados a rendirse y salir del edificio en llamas. Seis personas lograron escapar del edificio, aunque dos de ellos fueron capturados en los días siguientes.

## Desenlace
Dieciséis prisioneros heridos fueron enviados al hospital de la Gestapo, donde seis de ellos acabarían falleciendo (incluyendo la niña de 10 años, Erwina que sufrió extensas quemaduras). Los otros 28 supervivientes fueron arrestados por la policía de Dánzig, y tras unos días detenidos en las instalaciones policiales, fueron enviados, junto a otros 400 ciudadanos polacos de Dánzig, al Victoriaschule, donde serían interrogados y torturados.
Los prisioneros fueron enjuiciados por un tribunal militar del Gruppe Eberhardt, la unidad operativa de la Wehrmacht encargada de las operaciones militares en la zona de Dánzig. Defendidos por Dieter Schenk, oficial de la Wehrmacht, todos fueron sentenciados a pena de muerta bajo la Ley Militar Especial de Alemania de 1938. La pena máxima fue solicitada por el fiscal Hans Giesecke y concedida por el juez Kurt Bode, vicepresidente del Oberlandesgericht Danzig (Tribunal Supremo Regional de Dánzig). La sentencia fue ratificada por el General Hans Günther von Kluge y por el coronel Eduard Wagner. Una petición de clemencia fue denegada por el General Walther von Brauchitsch.
Los prisioneros fueron ejecutados el 5 de octubre por un escuadrón de fusilamiento al mando del SS-Sturmbannführer Max Pauly (futuro comandante del campo de concentración de Neuengamme y enterrados en una fosa común en el cementerio de Zaspa. Solo cuatro supervivientes que lograron escapar sobrevivieron a la guerra. Las familias de los carteros fueron también perseguidas judicialmente. El mismo destino tuvieron once trabajadores ferroviarios polacos del sur la ciudad de Tczew, ejecutados por las SA tras frustrar un intento alemán de utilizar un tren armado para un ataque.
Giesecke y Bode nunca fueron procesados por este episodio. Ambos se desnazificaron tras la guerra, continuando trabajando como abogados en Alemania. Ambos fallecieron en los años 70 de muerte natural. No fue hasta 1997 cuando un tribunal alemán de Lübeck declaró nula la sentencia de 1939, ya que la ley militar especial solo comenzó a tener vigor en Dánzig a partir del 16 de noviembre de 1939, sancionando por negligencia al juez presidente del tribunal. Además, la operación fue realizada principalmente por la Policía de Dánzig, por lo que la Wehrmacht no era competente para realizar un juicio marcial, y en su lugar, se debería haber aplicado el código penal de Dánzig, que no contaba con la pena de muerte.
Gdansk cayó a los alemanes el 7 de septiembre con la rendición oficial de las fuerzas polacas en el área.